# Nicolas-Louis-Albert Delerive
Nicolas-Louis-Albert Delerive (Lille, 1755 — Lisboa, 1818), foi um pintor francês.
De ascendência espanhola, Delerive esteve em Lisboa entre 1792 e 1797 e posteriormente entre 1800 e 1818.

## Obras
- Embarque para o Brasil de D. João, Príncipe regente de Portugal
- The Cobblers
- Equestrian Portrait of The Duke of Wellington with British Hussars on a Battlefield 1814

## Galeria

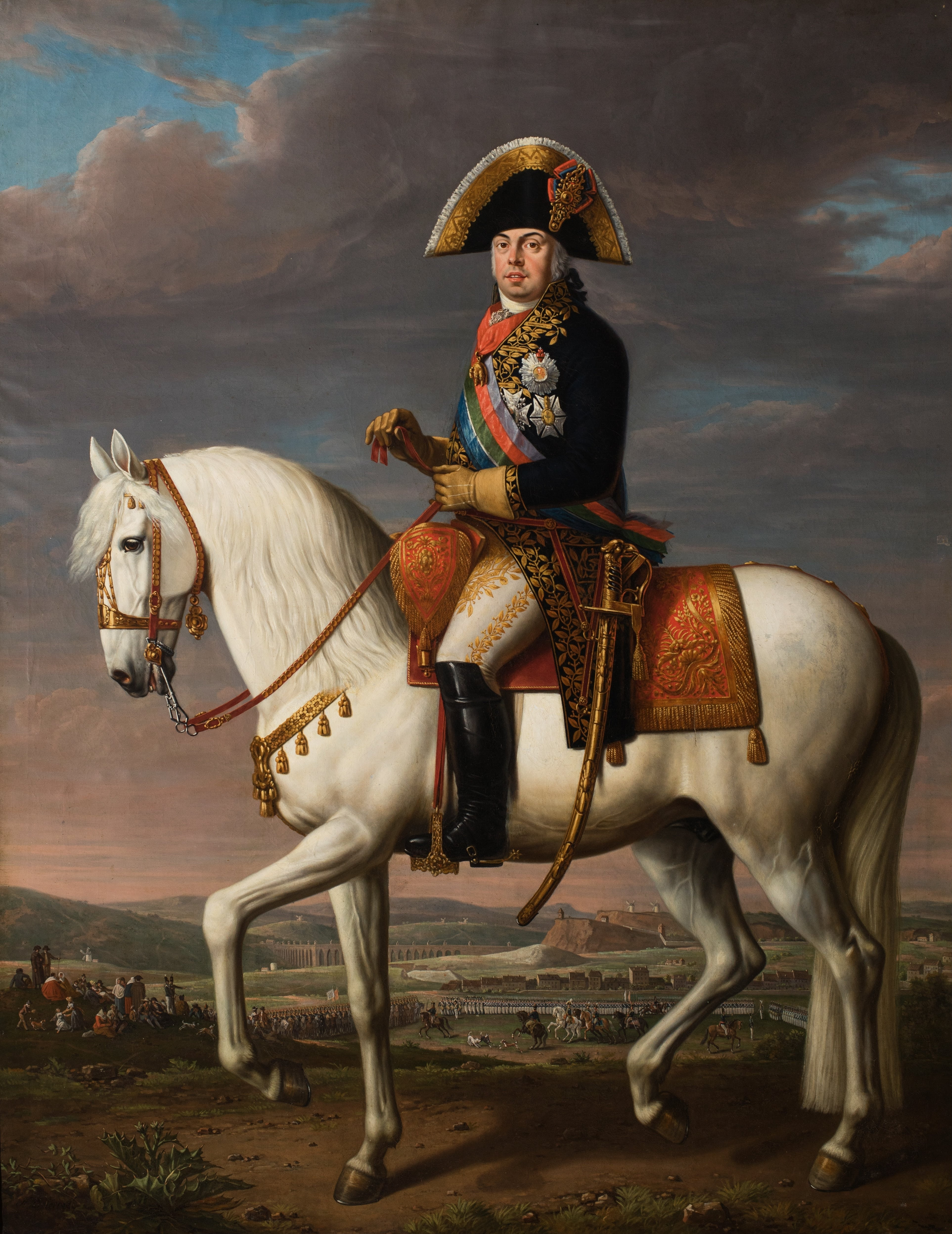
Retrato de D. João VI a cavalo (Palácio Nacional da Ajuda)